# Dwerggors
De dwerggors (Emberiza pusilla) is een als dwaalgast in West-Europa voorkomend lid van de gorzenfamilie.

## Kenmerken
De dwerggors meet van het puntje van de snavel tot het uiteinde van de staart 13,5 centimeter en weegt gedurende het broedseizoen tussen de 12 en de 16 gram. De soort lijkt op de rietgors maar is kleiner en heeft kastanjekleurige wangen en petje. De bovenzijde is bruingestreept met een zwarte ondergrond. De onderzijde daarentegen witachtig zonder geel en fijn zwart gestreept. De keel is wit tot izabelkleurig, de stuit bruin en ongevlekt.
De roep lijkt op het getik van een roodborst; de zang is gevarieerd, rinkelend en bevat herhalingen.

## Verspreiding en leefgebied
De soort broedt in de Euraziatische taiga, van Finland oostwaarts tot in Siberië en overwintert in het noorden van India, zuidoost China en het noorden van Zuidoost-Azië. Het leefgebied bestaat uit open plekken in het bos en ook montaan berkenbos met verspreid staande sparren, vaak in de buurt van water.

### Voorkomen in Nederland
De dwerggors is in Nederland een dwaalgast die sinds 1967 bijna jaarlijks wordt waargenomen of gevangen door ringers. Tussen 2000 en 2013 zijn er 17 bevestigde waarnemingen.

## Voortplanting
De soort geeft in haar broedgebied de voorkeur aan moerassige toendra met verspreide boompjes. Ze broedt op de grond onder een struik. Het nest bestaat uit een kommetje van mos en gras, gevoerd met fijner materiaal zoals haar. Het legsel bestaat uit 4 of 5 bleekblauwe of -groene donkerder gevlekte eitjes die 19 millimeter groot zijn. In gunstige jaren, of als het eerste broedsel verloren gaat kan er een tweede broedsel voorkomen. De jongen worden in elf of twaalf dagen door het vrouwtje uitgebroed, en blijven 6 tot 8 dagen, en soms nog langer in het nest. Ze worden door beide ouders verzorgd.

## Status
De grootte van de wereldpopulatie wordt geschat op 30 tot 96 miljoen individuen. Er is geen aanleiding te veronderstellen dat de soort in aantal achteruit gaat. Om deze redenen staat de dwerggors als niet bedreigd op de Rode Lijst van de IUCN.
Emberiza affinis · Emberiza aureola · Emberiza bruniceps · Emberiza buchanani · Emberiza cabanisi · Emberiza caesia · Emberiza capensis · Emberiza chrysophrys · Emberiza cia · Emberiza cineracea · Emberiza cioides · Emberiza cirlus · Emberiza citrinella · Emberiza elegans · Emberiza flaviventris · Emberiza fucata · Emberiza godlewskii · Emberiza hortulana · Emberiza impetuani · Emberiza jankowskii · Emberiza koslowi · Emberiza lathami · Emberiza leucocephalos · Emberiza melanocephala · Emberiza pallasi · Emberiza poliopleura · Emberiza pusilla · Emberiza rustica · Emberiza rutila · Emberiza sahari · Emberiza schoeniclus · Emberiza siemsseni · Emberiza socotrana · Emberiza spodocephala · Emberiza stewarti · Emberiza striolata · Emberiza sulphurata · Emberiza tahapisi · Emberiza townsendi · Emberiza tristrami · Emberiza variabilis · Emberiza vincenti · Emberiza yessoensis